# Mercury S-55
Mercury S-55 – samochód osobowy klasy pełnowymiarowej produkowany pod amerykańską marką Mercury w latach 1962 – 1963 i 1965 – 1967.

## Pierwsza generacja

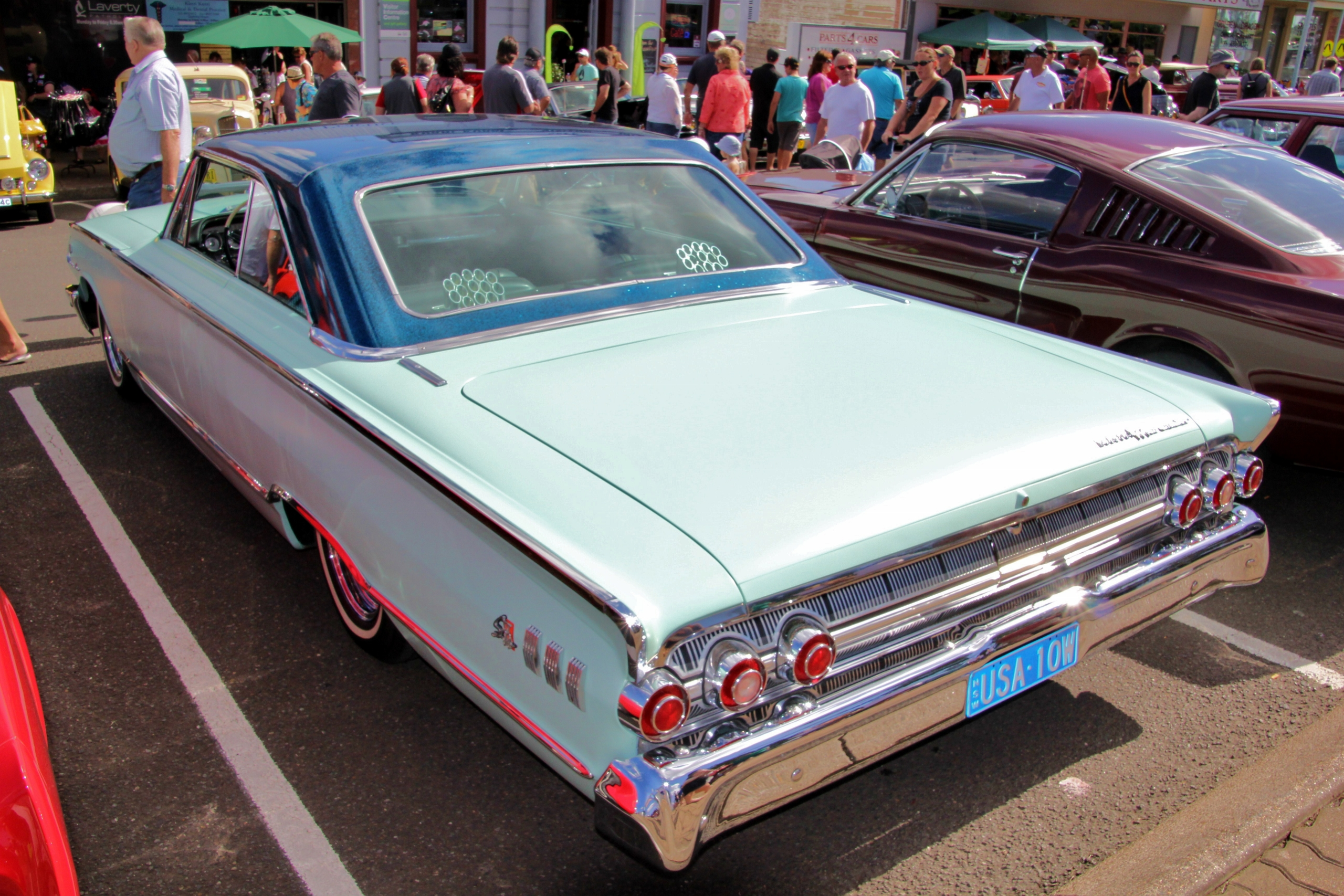
Mercury S-55 I - tył

Mercury S-55 I został zaprezentowany po raz pierwszy w 1962 roku.
W 1962 Mercury rozpoczęło w Ameryce Północnej sprzedaż nowego modelu S-55, który uplasował się w ofercie poniżej większego Monterey. Samochód charakteryzował się masywną, obłą stylistyką nadwozia z charakterystycznie podłużnym bagażnikiem, a także chromowaną atrapą chłodnicy biegnącą przez całą szerokość pasa przedniego.

### Silnik
- V8 3.3l
- V8 3.9l
- V8 4.0l

## Druga generacja

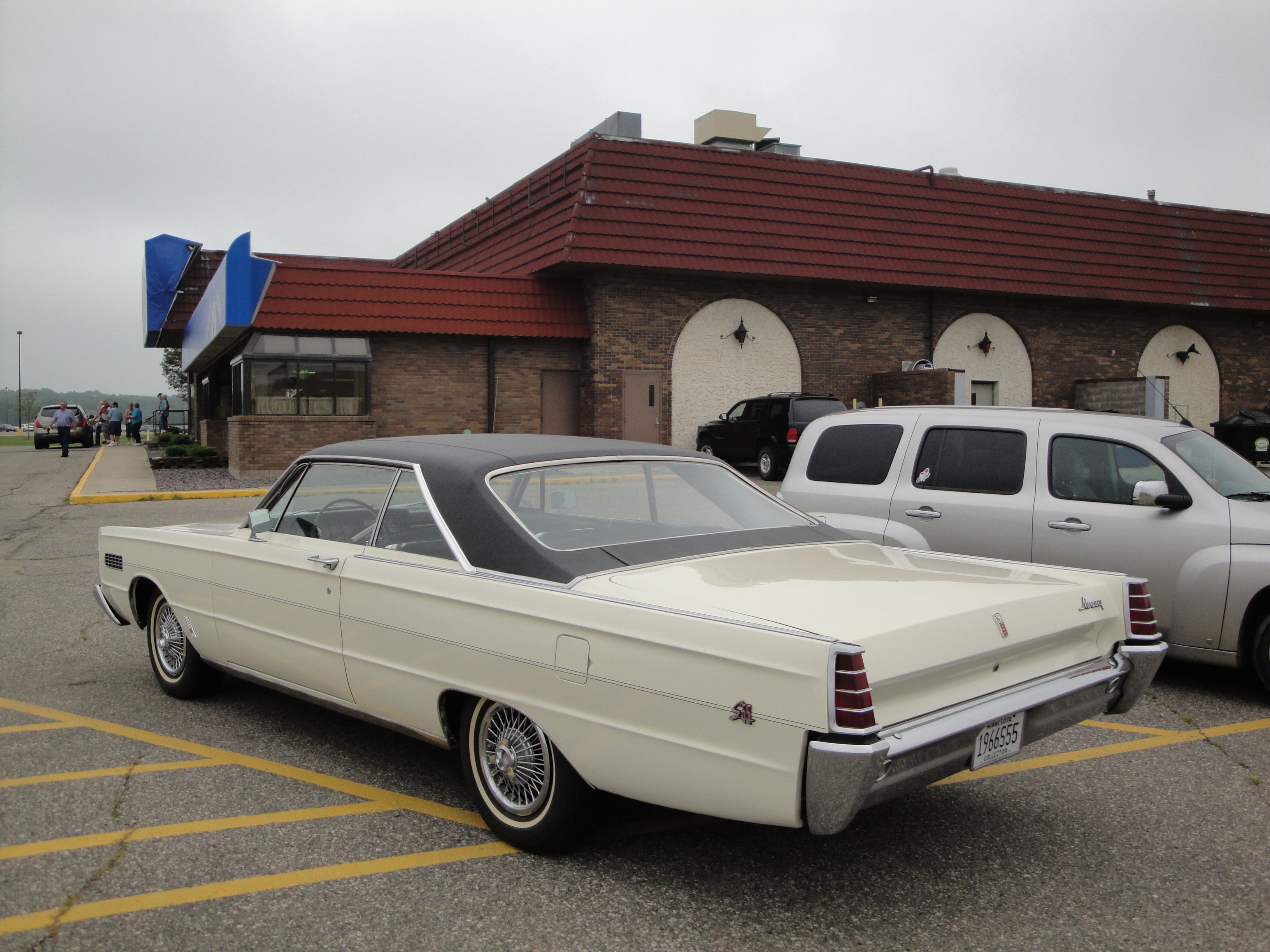
Mercury S-55 II - tył

Mercury S-55 II został zaprezentowany po raz pierwszy w 1966 roku.
Po ponad 3-letniej przerwie, Mercury zdecydowało się wrócić do oferowania modelu S-55. Samochó utrzymano w nowej stylistyce, z bardziej kanciasto zarysowanymi błotnikami i dwukolorowym malowaniem nadwozia. Inną charakterystyczną cechą stylistyki tego modelu były wąskie tylny lampy umieszczone na krawędziach błotników. Produkcja zakończyła się rok później bez bezpośredniego następcy.

### Silnik
- V8 4.2l